# Biografiek

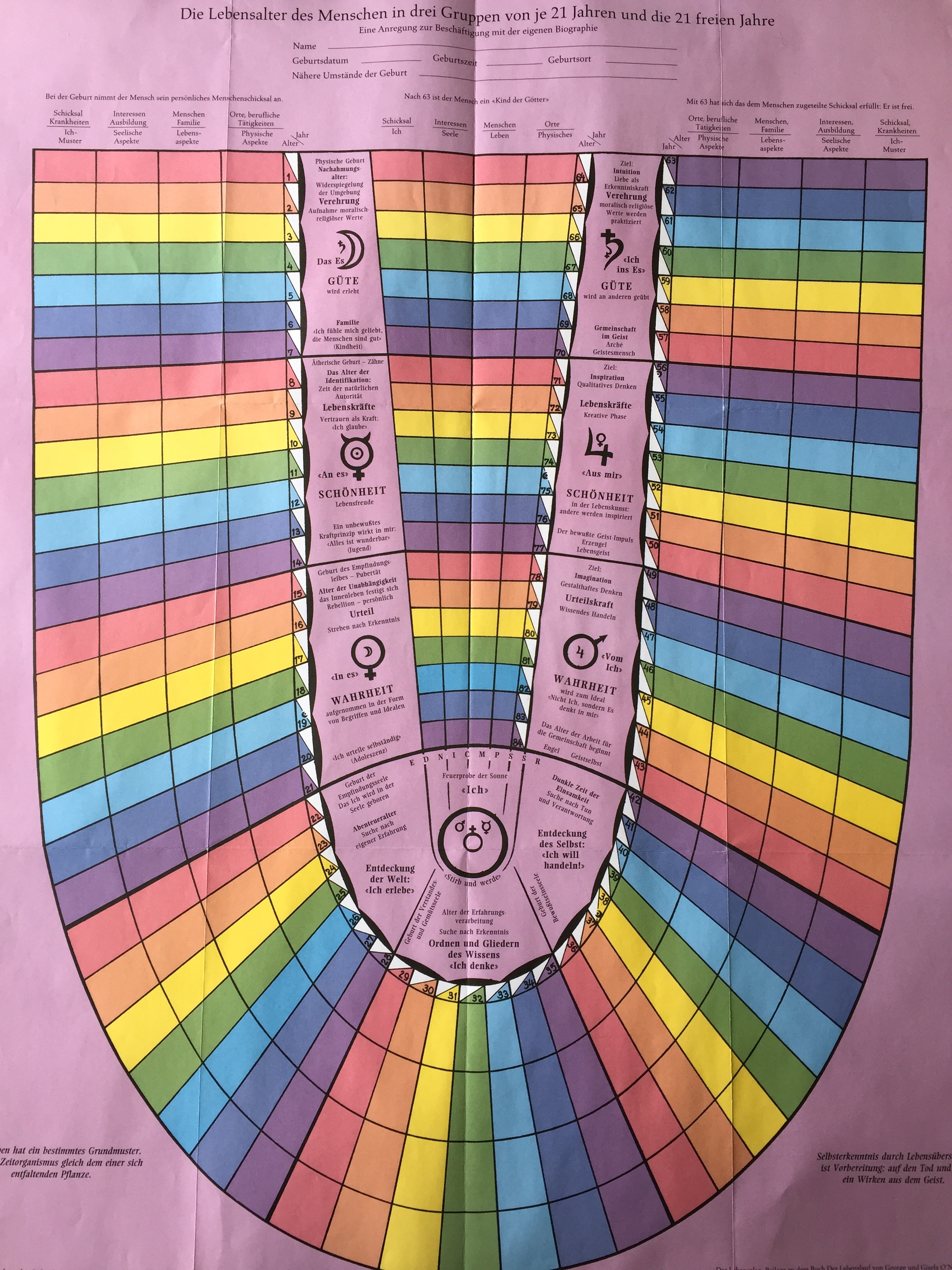
Levensboog voor biografisch zelfonderzoek

Biografiek is het bestuderen en toepasbaar maken van de algemene wetmatigheden in de levensloop van een mens. Biografiek wordt ook wel levensloopkunde genoemd en gaat uit van de levensfasen van zeven jaar, zoals die onder meer in de antroposofie worden beschreven. Daarbij biedt elke fase in de levensloop andere mogelijkheden en uitdagingen voor de groei en ontwikkeling van karakter en individualiteit, waarin de ontwikkeling van liefde, vrijheid en verantwoordelijkheid essentieel zijn.
De biografiek biedt een referentiekader voor praktisch onderzoek waarmee mensen op het eigen leven kunnen reflecteren. Een levenslooponderzoek omvat een bezinning op de fasen en gebeurtenissen, op hoe die zijn doorgemaakt en de ontwikkelingen die plaatsvonden. Het ontdekken van biografische verbanden tussen heden, verleden en toekomst draagt bij aan het vermogen de levensloop vorm te geven.
Aan de biografiek ligt het antroposofisch, spiritueel mensbeeld ten grondslag. Thema's als toeval, lot, karma en de vrije wil zijn daarbij belangrijk. De levensloop wordt als zinvol gezien voor de reïncarnerende mensenziel en een ontwikkelingsdoel van de mens in algemene zin is het vinden van de eigen unieke bijdrage aan de samenleving.
Kenmerkend voor het zingevingsaspect is het ethisch principe dat alleen het individu zelf gelegitimeerd is om betekenis aan de levensgebeurtenissen te geven en de zin ervan te doorgronden. Ieder (deel van het) levensverhaal is een uiting van de diepere levenswil en de zoektocht naar de levensvervulling en verdient met respect te worden bejegend. Daarom is een belangrijke kwaliteit voor een coach bij het werken met biografiek het oordeelsvrij en empathisch kunnen luisteren.

## Biografiewerk
Biografiewerk is de toepassing van de biografiek in individuele biografische coaching, in autobiografisch schrijven en in workshops en cursussen op het gebied van persoonlijke ontwikkeling en oordeelsvorming. Het omvat, naast het klassieke levenslooponderzoek, vele creatieve, reflectieve werkvormen, waarbij gebruik wordt gemaakt van verschillende expressievormen, zoals schrijven, tekenen/ schilderen of vertellen (story-telling). Hierdoor kunnen mensen inzichten in zichzelf en hun leven verwerven. Geen enkele levensloop toont een ideaal-typisch plaatje, maar wel de all-inclusive levensreis, die nu eenmaal van jongs af aan ook moeilijkheden, soms zelfs trauma's maar ook mogelijkheden en kansen brengt.
Het biografiewerk sluit aan op de belangstelling van mensen voor hun levensgeschiedenis en is interessant en betekenisvol voor ieder mens die op het eigen leven kan en wil reflecteren. Deze beschouwelijke benadering werkt de begrijpelijkheid, zingeving en hanteerbaarheid van het leven in de hand, kenmerken die salutogenese bevorderen. Het biografiewerk versterkt de gezondheid  en werkt harmoniserend en helend, maar het heeft geen therapeutisch oogmerk.

## Oorsprong
De biografiek is ontwikkeld vanaf de zeventiger jaren van de twintigste eeuw. In 1976 verscheen het boek Levensloop van de mens van Bernard Lievegoed, een eerste standaardwerk over dit onderwerp. Het legde een theoretische basis voor de algemene studie van de levensloop en het praktische levenslooponderzoek.
Traditioneel gezien is een biografie een levensbeschrijving die door een biograaf is opgetekend. Biografiek is hiervan afgeleid en het begrip is gemunt door Cees Zwart, Rinke Visser en Josien de Vries. Zij werkten aan de Vrije Hogeschool waar ze in 1991 een vakgroep biografiek begonnen, om het inhoudelijke en praktische werken met de biografiek verder te ontwikkelen. In 1996 werd in Driebergen-Rijsenburg het Instituut voor Biografiek opgericht. Daar worden een opleiding biografisch coachen en diverse workshops aangeboden en worden de biografiek en het biografiewerk verder ontwikkeld.
De ontwikkeling van de levensloopkunde heeft sinds de zeventiger jaren van de twintigste eeuw op diverse plaatsten in Nederland plaatsgevonden en ook in de wereldwijd groeiende beweging van het Biography Work.